# Fath 360
Le Fath-360 (persan : فتح-۳۶۰), également connu sous le nom de BM-120, est un missile balistique tactique guidé par satellite à courte portée iranien présenté le 18 avril 2022, le jour de l'armée de la République islamique d'Iran.
Avec 80 à 100 km (50 à 62 mi) de portée, chaque missile peut transporter une ogive de 150 kg et être lancé à la vitesse de mach 3 (1 020 m/s). Ensuite, il se connecte aux satellites pour un repérage rapide et atteint sa cible à la vitesse de mach 4 (1 361 m/s).

## Caractéristiques
On pense que le Fath-360 est une version plus légère de la famille Fateh de SRBM. Sa légèreté et ses petites dimensions permettent de mettre plusieurs de ces missiles sur un lanceur embarqué. Plusieurs sources comparent ce système au HIMARS américain à cause du type de missions effectué, du visuel et des caractéristiques du missile.

## Les opérateurs
- Iran
  - Forces terrestres de l'armée de la République islamique d'Iran
  - Forces terrestres du Corps des gardiens de la révolution islamique
- Russie[3]

## Historique opérationnel
Le Fath-360 a été tiré pour la première fois lors des exercices militaires Eghtedar 1401 à Nasrabad, Ispahan.
Des rapports indiquent également que Fath-360 a été utilisé pour attaquer les positions du KDPI dans le nord de l'Irak le 28 septembre 2022. Voir les attentats à la bombe de Koya en 2022 .